# Muniesa (kommunhuvudort)
Muniesa är en kommunhuvudort i Spanien.   Den ligger i provinsen Provincia de Teruel och regionen Aragonien, i den östra delen av landet, 250 km öster om huvudstaden Madrid. Muniesa ligger 789 meter över havet och antalet invånare är 719.
Terrängen runt Muniesa är platt åt nordväst, men åt sydost är den kuperad.  Trakten runt Muniesa är nära nog obefolkad, med mindre än två invånare per kvadratkilometer. Närmaste större samhälle är Ariño, 18,4 km öster om Muniesa. Omgivningarna runt Muniesa är i huvudsak ett öppet busklandskap.